# Compañía Real del Monte y Pachuca
La Compañía Real del Monte y Pachuca (CRDMyP) es una empresa minera, localizada en las ciudad de Pachuca de Soto, en el Estado de Hidalgo, México. Esta empresa  explora, explota, procesa y comercializa minerales metálicos.
La compañía fue propiedad de capitales de origen distinto: británico de 1824 a 1849, mexicano de 1850 a 1906, estadounidense de 1906 a 1947, paraestatal mexicano de 1947 a 2009 y privado desde entonces. En el siglo XIX surgieron diversas compañías que fueron absorbidas por la CRDMyP, como la de Maravillas, Santa Gertrudis, San Rafael, y Dos Carlos, por mencionar solo algunas de las más grandes.

## Historia

### SigloXIX

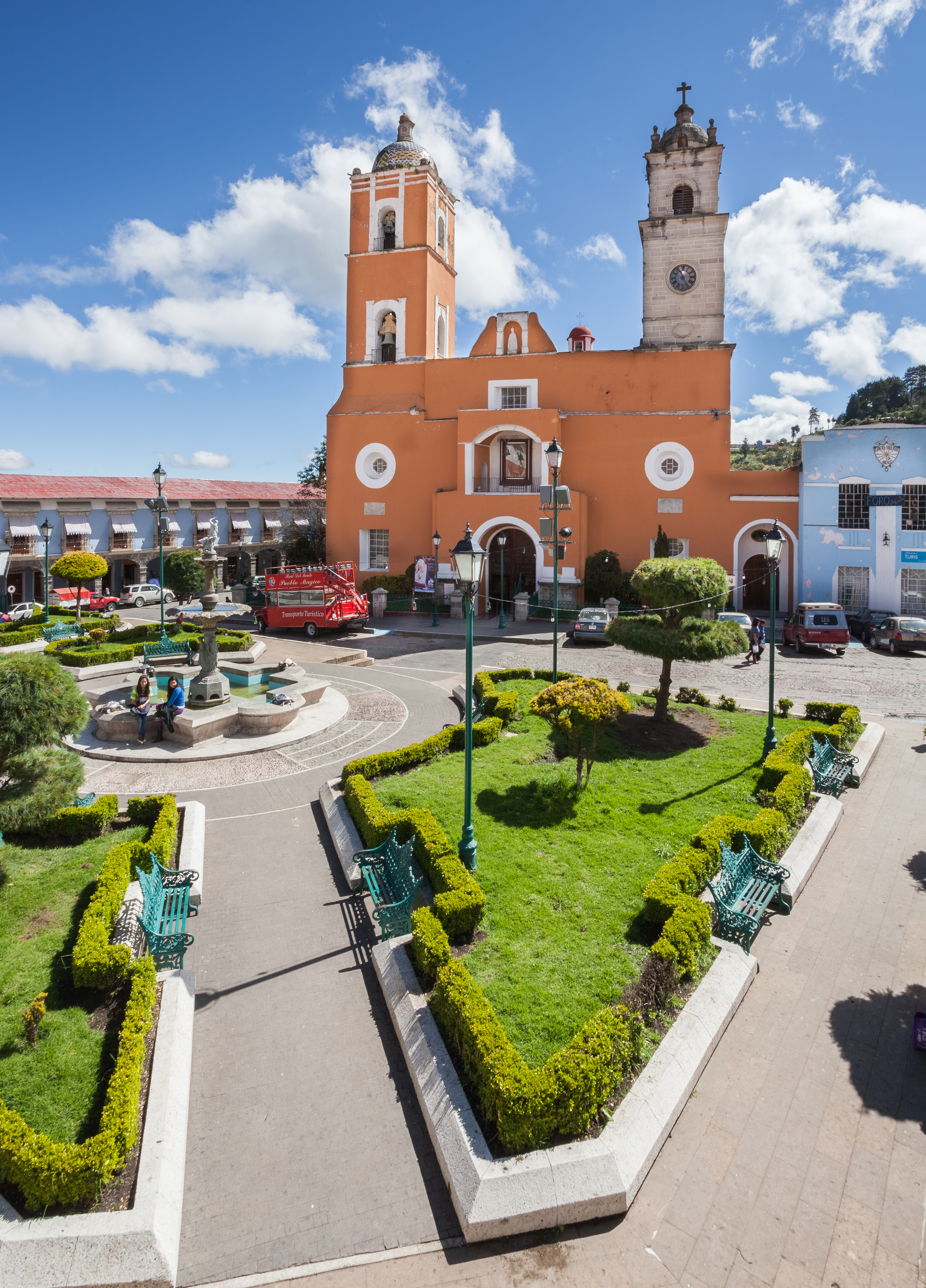
Mineral del Monte.

Después de la Independencia de México y de la Revolución del Plan de Casa Mata, las minas de Pachuca y Real del Monte, habían disminuido su producción, debido a la falta de empresarios que invirtieran en su restauración y de operarios que las trabajaran. En esos años, más del 50 % de las minas fueron abandonadas por completo y otras tan solo eran aprovechadas a un 10 % de su capacidad productiva. Aunque la explotación estaba en manos de particulares, el Gobierno de México decidió intervenir a fin de reactivar la minería. Por tal motivo se pusieron en práctica varios proyectos de inversión en el extranjero, y se anunciaron diversos tipos de facilidades.
Pedro José María Romero de Terreros Rodríguez de Pedroso, Tercer Conde de Regla, dueño de la mayoría de las minas de la comarca minera, se enfocó en Europa. Donde años atrás había ya solicitado a José Rodrigo Castelazo, escribiera un opúsculo (obra científica de poca extensión), sobre las condiciones que guardaban sus minas, las que fueron descritas en el “''Manifiesto de la Riqueza de la Negociación de Minas Conocida por la Veta Vizcaína''”, escrito y publicado en 1820.
Para 1823, envía a Londres su propuesta de inversión, esto lo hizo a través de la Robert Staples Company . Después fue transferida la autorización a Thomas Kinder, socio londinense. Él se dirigió en busca de John Taylor, empresario minero. En Londres, el 16 de enero de 1824, se realizó una reunión entre las personas interesadas en participar en la compañía, y el alquiler de las minas.
El 4 de febrero de 1824, tuvo lugar una segunda reunión, en la cual fue creado un organismo que se conocería con el nombre de Compañía de Aventureros de las Minas de Pachuca y Real del Monte. Con los poderes otorgados por los accionistas, el 6 de marzo de 1824, se firmó un acuerdo, mediante el cual la compañía tomó en alquiler, de numerosas minas en Real del Monte. Los ingleses principalmente mineros de Cornualles arribarían a la comarca minera, sus aportaciones culturales a la historia regional son muy valiosas.
Entre 1820 y 1830, se constituyeron siete compañías inglesas orientadas a la explotación de minas de plata, que hicieron importantes inversiones. La empresa logró rehabilitar, desaguar, y hacer funcionar las minas, entre las innovaciones técnicas que aportó, se encuentra la máquina de vapor. La Intervención estadounidense en México propició, gracias al idioma, una buena oportunidad para relacionarse, sin embargo, también fue causa para que muchas personas, entre ellas, trabajadores de ensaye metalúrgico en las haciendas de beneficio, de origen Irlandés, salieran apresuradamente, temerosos de represalias, debido a la participación del Batallón de San Patricio.
Los paros laborales y las grandes inversiones sin resultados, llevaron a la quiebra financiera de la compañía. Esta compañía desapareció en el año de 1849. El 1 de junio de 1849 se crea la Sociedad Aviadora de Minas de Real del Monte y Pachuca (SAMRMyP), propiedad de un grupo de empresarios mexicanos dirigidos por Nicanor Béistegui, Manuel Bringas, Manuel Escandón y Palomee de la Roche, quienes tuvieron como administrador John Buchan, de origen inglés.  Esta compañía mantuvo una política favorable a la preservación de la planta de trabajadores córnicos.
Para 1875 el personal extranjero que arribó a Mineral del Monte y Pachuca fue cada vez menor.  En el año de 1891, McArthur y Forrest, inventores del procedimiento de cianuración, pidieron al Gobierno de México autorización para manejar el beneficio del oro; más tarde, en 1894, Bertram Hunt lo generalizó para el beneficio de la plata. A finales del siglo XIX apareció una novedad tecnológica que cambiaría la vida cotidiana y las actividades industriales: la energía eléctrica.

### SigloXX

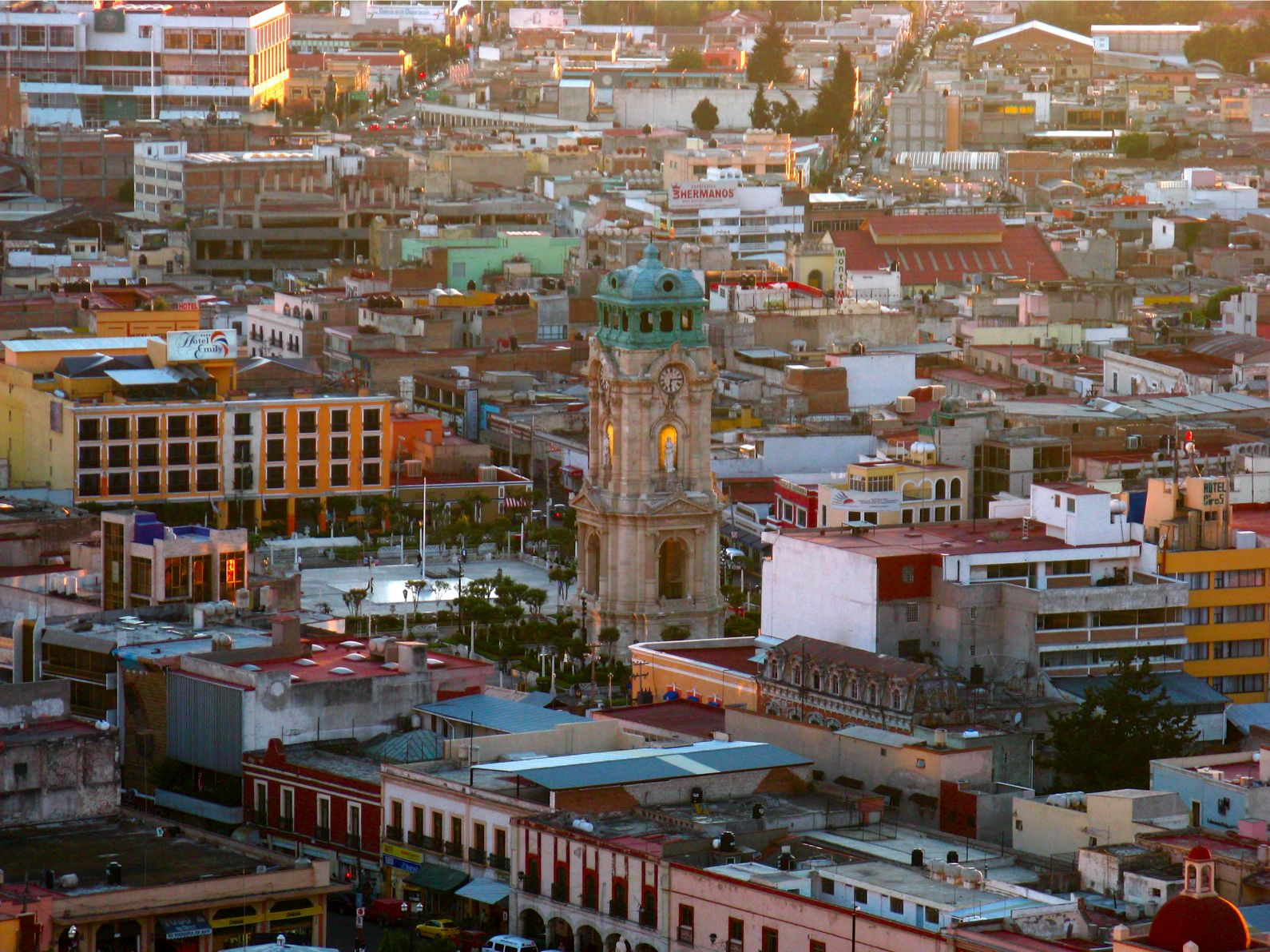
Pachuca de Soto.

El 12 de febrero de 1906, las minas del distrito son adquiridas por la United States Smelting Refining and Mining Company (USSR&MC) ; la cual moderniza la empresa, en esta época se dio un cambio en la organización, consecuencia de las políticas laborales y la reestructuración de su sistema administrativos.
La nueva empresa instaló una planta piloto en Loreto, para hacer en Pachuca pruebas de cianuración, con capacidad de 10 t/d. Al año siguiente se amplió para moler 300 t/d; en 1909, la compañía tenía la hacienda de beneficio de cianuración más grande del mundo. El periodo estadounidense ingresó a esta actividad la electricidad, y se configuró una red de transporte aéreo y subterráneo para la movilización del mineral con más de 8000 km de túneles interconectados, entre Real del Monte y Pachuca. Después de la Revolución mexicana entre los años 1920 a los años 1940, las minería oscila entre el estancamiento y la decadencia;
En 1927, la Compañía Dos Carlos, adquirió las propiedades de las minas Santa Gertrudis y San Guillermo; en 1937 dejó esta compañía en manos de los trabajadores constituyéndose como cooperativa hasta su desaparición en 1953. Acrecentada por los altos costos de la extracción y el beneficio, por una parte, así como la baja de su precio en el mercado, y debido a los importantes gastos de la Segunda Guerra Mundial; en 1947, a la empresa estadounidense vende todas sus propiedades y enseres, al Estado Mexicano, quien realiza la operación a través de Nacional Financiera. En 1956 el Gobierno de México formó la Compañía Real del Monte y Pachuca SA de CV (CRDMyP) e inició la adquisición de lotes mineros, emprendiendo trabajos para su explotación.
A partir del año de 1965, se entra en un periodo entre decadencia y el repunte. En 1985 los trabajadores de la minera comenzaron una protesta por la falta de equipo de seguridad, y como medida de rechazo se desnudaron, lo que representó la primera huelga de mineros de ese tipo, cuyas imágenes dieron la vuelta al mundo.
En el año de 1990 la compañía fue vendida al Grupo México. Aunque después empieza un nuevo periodo de decadencia, en el año de 1974 se cerró la mina El Álamo; en el año de 1996, se cerró la mina La Purísima.

### SigloXXI
En el año 2005, se clausuraron las minas de San Juan Pachuca y la Rica; quedando con la extracción de oro y plata la Hacienda de Beneficio de Loreto. El 12 de febrero de 2007, los 105 mineros de la compañía iniciaron una huelga, para exigir un aumento salarial de 6.5 %. En el año 2009  la compañía pasa como subsidiaria del Grupo Acerero del Norte, a través de Minera del Norte SA de CV.
En el año 2010, se planteó la reapertura de las minas San Juan Pachuca y El Rosario, que en el año 2011 fueron reabiertas y una más en el municipio de Mineral del Chico, cuya producción sería procesada en la Hacienda de Loreto. De 2013 a 2015, se realizó un proceso de modernización de la planta de beneficio de Loreto, lo cual permitiría su reactivación; estos trabajos,  implicaron sustitución de equipos viejos por tecnología nueva. El 4 de octubre de 2018, trabajadores de la compañía suscribieron un nuevo contrato colectivo de trabajo con el Sindicato Nacional de Trabajadores Mineros, Metalúrgicos y Siderúrgicos. Para 2019, unos 260 mineros trabajan esta actividad en Pachuca.

## Plantas y minas

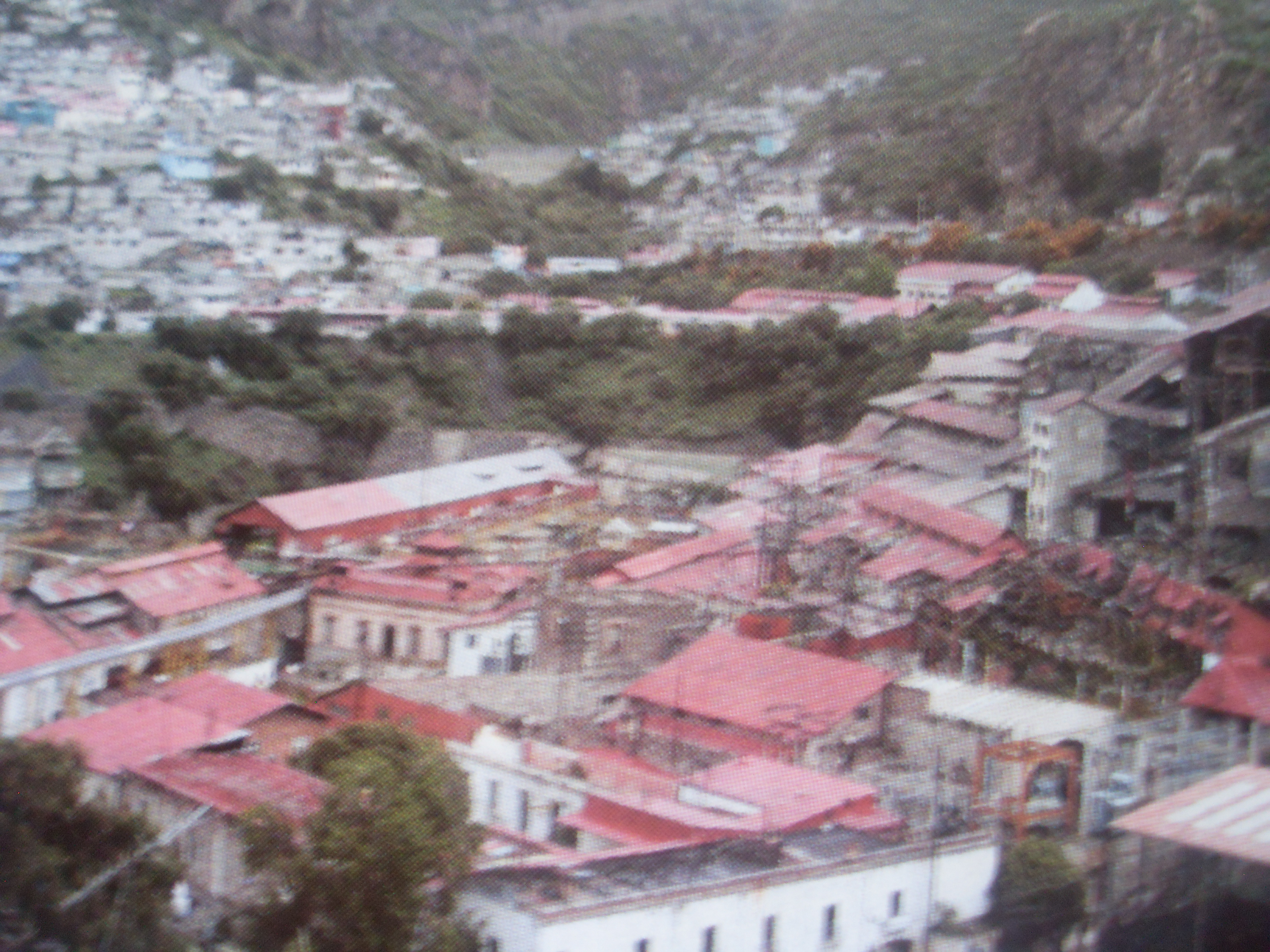
Hacienda de Beneficio de Loreto.

- Hacienda de Beneficio de Loreto localizada en el municipio de Pachuca de Soto, oficialmente denominada Planta de la Cía. de Real de Monte y Pachuca, en ella se benefician los minerales metálicos, por el sistema de operación de flotación.[1]
- En la Unidad Capula localizada en el municipio de Ixmiquilpan, en donde se explotan los minerales metálicos.[1]
- En la Unidad Loreto localizada en el municipio de Pachuca de Soto, se exploran y explotan los minerales metálicos.[1]
- El Baztán, en el Estado de Michoacán, que genera concentrados de cobre y fierro.[35]